# Episodi di Cosa c'è nella palude?
La prima e unica stagione della serie animata Cosa c'è nella palude?, composta da 5 episodi, è andata in onda negli Stati Uniti sul canale Fox dal 31 ottobre 1990 all'11 maggio 1991.
| nº | Titolo originale          | Titolo italiano       | Prima TV originale | Prima TV Italia |
| -- | ------------------------- | --------------------- | ------------------ | --------------- |
| 1  | The Un-Men Unleashed      | TBD                   | 31 ottobre 1990    | 9 dicembre 1995 |
| 2  | To Live Forever           | TBD                   | 20 aprile 1991     | TBD             |
| 3  | Falling Red Star          | TBD                   | 27 aprile 1991     | TBD             |
| 4  | Legend of the Lost Cavern | TBD                   | 4 maggio 1991      | TBD             |
| 5  | Experiment in Terror      | Terrore a New Orleans | 11 maggio 1991     | TBD             |

## The Un-Men Unleashed
- Scritto da Mark McCorkle e Bob Schooley

### Trama
Il Dottor Arcane trasforma i suoi scagnozzi in mutanti per attaccare Swamp Thing. Due ragazzi, Delbert e J.T., insieme a Tomahawk, Bayou Jack e alla figliastra di Arcane, Abby, vengono in soccorso di Swamp Thing.

## To Live Forever
- Scritto da Mark McCorkle e Bob Schooley

### Trama
Il Dottor Arcane e i suoi Un-Men viaggiano nella foresta pluviale amazzonica in cerca degli "alberi che non muoiono mai", e schiavizzano una tribù indigena locale per raccoglierne la linfa.

## Falling Red Star
- Scritto da Mark McCorkle, Bob Schooley e Mike Medlock

### Trama
Swamp Thing, Bayou Jack e Tomahawk aiutano la NASA a recuperare un satellite a energia nucleare che è precipitato nella palude. Nel frattempo, Arcane desidera il satellite per i suoi vantaggi personali.

## Legend of the Lost Cavern
- Scritto da Mark McCorkle e Bob Schooley

### Trama
Ancora ossessionato dall'ottenere l'immortalità, il Dottor Arcane profana la sepoltura indiana degli antenati di Tomahawk in cerca delle Caverne Perdute, casa della leggendaria Fontana della Giovinezza.

## Experiment in Terror
- Scritto da Bruce Shelly & Reed Shelly

### Trama
Mentre mostra la palude a Delbert e J.T., Swamp Thing viene catturato e portato a New Orleans per esperimenti governativi. Delbert, J.T. e Bayou Jack pianificano di salvarlo, così come Arcane per i suoi piani.